# Utz Kampmann
Pour les articles homonymes, voir Kampmann.
Utz Kampmann, né le 9 novembre 1935 à Berlin (Allemagne) et mort le 18 octobre 2006 à Fréjus, est un sculpteur et artiste peintre allemand. Il vit et travaille à Zurich.

## Biographie

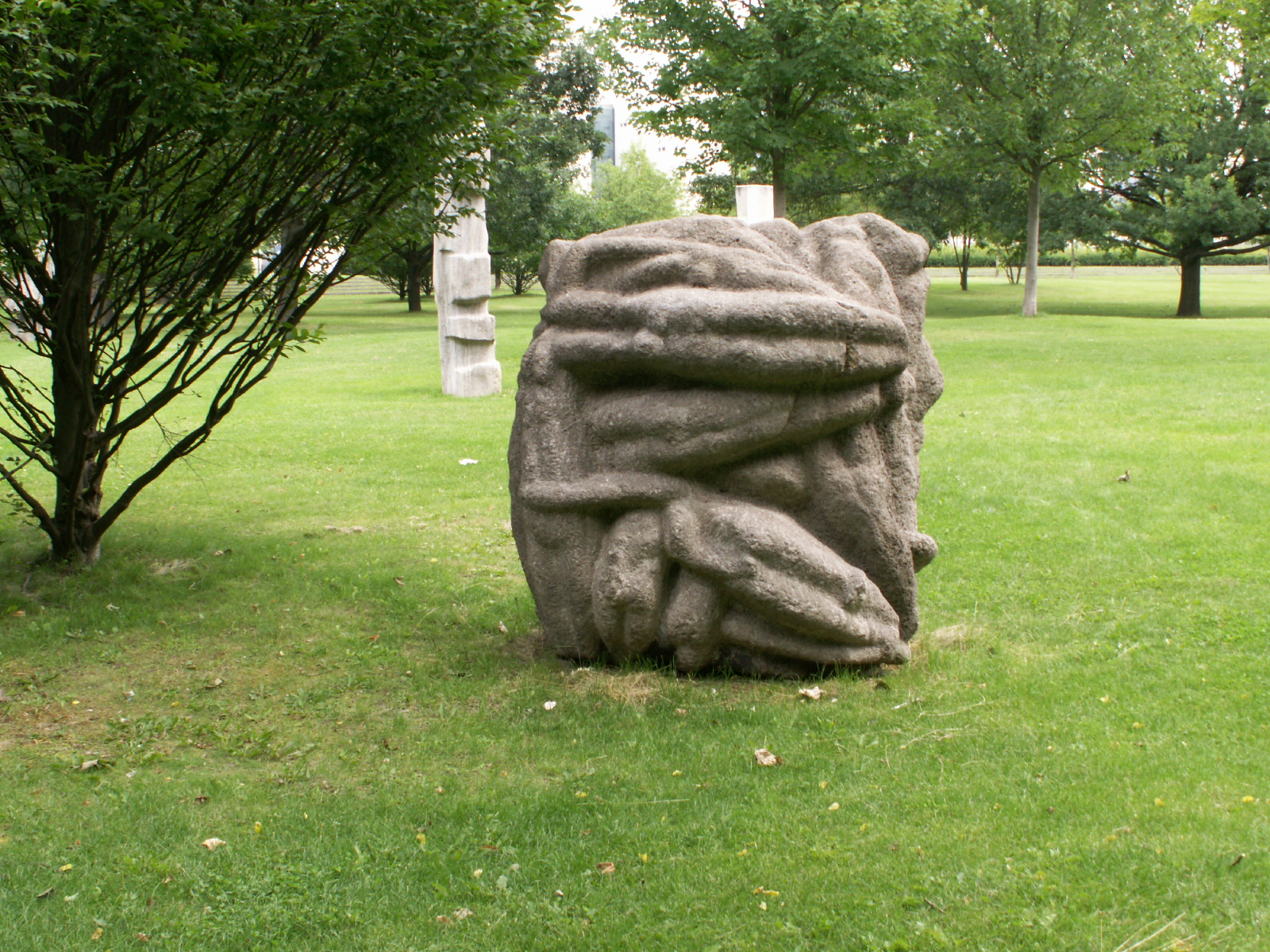
Sans titre, Berlin.